# 木村竹香
木村 竹香（きむら ちっこう、男性、明治元年（1868年） - 昭和18年（1943年 1月28日））は、近代日本の篆刻家である。篆刻界で有名な『羅漢印譜』を編集・刊行したことで知られる。
名は政平、竹香は号で斎号に酔古堂がある。新潟県新潟市の人。山田正平の実父。

## 略伝
白根の生まれ。はじめ名工大江萬里の門戸を叩いたが断られ、そのまま東京に赴いて中井敬所の門人となる。一年程修行し、敬所に香の一字を許されて竹香と号する。新潟に帰り萬里の真向いの古町通りで開業。版木屋を営む。その篆刻技術の高さに萬里は舌を巻いたという。妻はマス。詩文もよくし、骨董趣味に高じた。あるとき、人の借金の保証から家財を没収され、蒐集した骨董品すべてを失ってしまった。会津八一に気に入られて親交が深い。
山田寒山とは同郷で親交が深く、十六羅漢の印の制作を依頼している。この十六羅漢は陶土で作成され、紫檀の箱に入れその扉に五世浜村蔵六の書した「金石結縁 瓦礫放光」の文字を竹香が刻んだ。巡錫中の永平寺監院星見天海が開眼式を行うことになり大評判となった。
次男の正平は寒山の娘婿となり、東京に出る。長男軍平と三男幸平は北洋漁業に従事して函館に移住していた。ひとり暮らしを心配した息子達に呼ばれて函館に移住した。しかし、長年住んだ故郷が忘れられずに帰郷し回向院（新潟県新潟市西区）の副住職となる。昭和11年、古希を迎えると自らの葬式代わりに寿筵を催した。その後、再度北海道に渡り昭和18年に没した。享年77。

## 編集・刊行
- 『羅漢印譜』
  - 『瓦礫放光』
  - 『金石結縁』